# 会津商工信用組合
会津商工信用組合（あいづしょうこうしんようくみあい）は、福島県会津若松市に本店を置く信用組合。
2005年、福島協和信用組合と合併した。ATMでは、しんくみ お得ねっと提携信用組合のカードによる出金は自組合扱いとなる。

## 沿革[2]
- 1956年10月 会津若松商工勤労信用組合として設立。
- 1958年3月 会津商工信用組合に改称。
- 2005年11月 福島協和信用組合と合併。
- 2021年4月1日  この日よりセブン銀行ATM利用時の手数料を全時間帯、有料とした[3]。

## 歴代理事長
- 金田利雄（旧福島協和信用組合理事長、旧新鶴村長）
- 酒井幸一（会津商工信用組合理事長）